# Suối nước nóng Kim Bôi

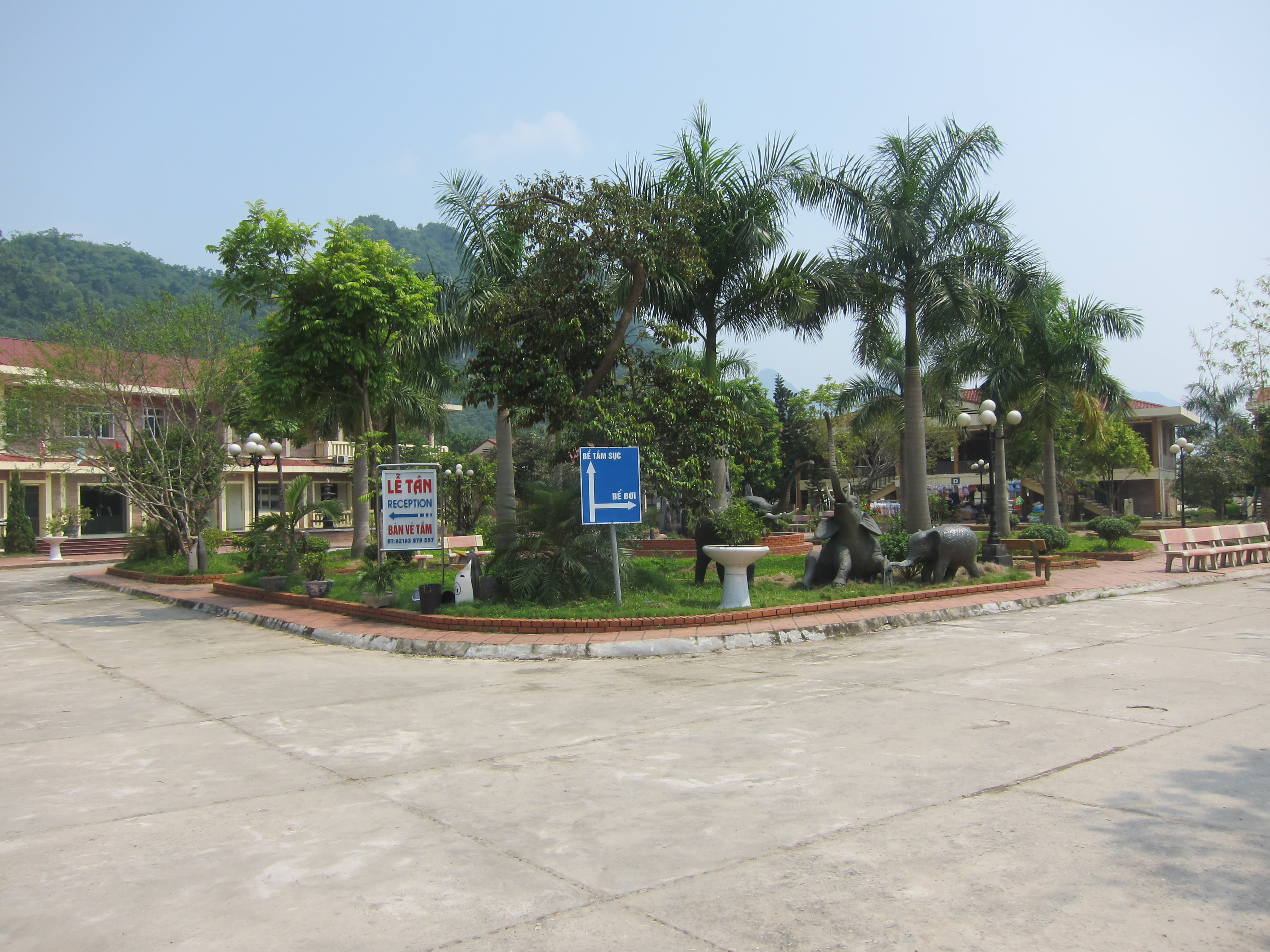

Suối nước nóng Kim Bôi là một suối khoáng nóng tự nhiên thuộc xóm Mớ Đá, xã Hạ Bì, huyện Kim Bôi, tỉnh Hòa Bình. Suối nằm cách thành phố Hòa Bình 30 km theo hướng ngược Hà Nội.
Nước phun lên luôn luôn ở nhiệt độ 36 °C, khi lộ thiên nước có nhiệt độ 34-36 °C. Nguồn nước khoáng Kim Bôi có đủ tiêu chuẩn dùng làm nước uống, để tắm, ngâm mình chữa các bệnh viêm khớp, đường ruột, dạ dày, huyết áp. Nước suối Kim Bôi đã được đóng chai làm nước giải khát, nó cùng loại với nước khoáng Thạch Bích ở Quảng Ngãi, Kum-dua ở Nga và Paven Banis của Bulgaria.
Với diện tích 7 ha, khu du lịch nằm ở điểm mạch nước nóng của dòng suối khoáng phun lên. Hạ tầng khu nhà nghỉ ở đây hiện đại và dân dã với 7 dãy nhà gồm 83 phòng. Trong đó hai dãy nhà sàn bê tông và dãy nhà V với 100% phòng có điều hòa nhiệt độ. Bên cạnh đó còn có phòng hội trường với sức chứa khoảng 50 chỗ ngồi cùng trang thiết bị phục vụ cho việc hội thảo, hội nghị.